# كسر قاع الجمجمة
كسر قاعدة الجمجمة (بالإنجليزية: basilar or basal skull fracture)‏ هو كسر يصيب أجزاء قاع الجمجمة، وقد يصيب العظم الصدغي و/أو العظم القذالي و/أو العظم الوتدي و/أو العظم الغربالي.
وكسر قاعدة الجمجمة هو إصابة نادرة الحدوث؛ إذ يصيب حوالي 4% من مجموع من يصابون بإصابات الرأس الشديدة.
وقد يتسبب هذا الكسر في قطع الأغشية المحيطة بالدماغ، والتي تسمى علمياً بالـ السحايا، مما قد يؤدي إلى تسرب السائل الدماغي الشوكي (بالإنجليزية: cerebrospinal fluid - CSF)‏ الذي قد يتجمع في تجويف الأذن الوسطى ثم يسيل منها عبر طبلة الأذن إذا كانت مثقوبة، أو عبر البلعوم الأنفي عن طريق قناة إستاكيوس، حيث يشعر المصاب بمذاق هذا السائل الملحي. وقد يتسرب السائل الدماغي الشوكي عبر الأنف في حلة كسور الجزء الأمامي من قاعدة الجمجمة.
والعلاج المثالي لحالات كسر قاعدة الجمجمة تشمل الانتظار مع المراقبة، فإن توقف تسرب السائل الدماغي الشوكي قد يحدث في كثير من الأحيان بشكل تلقائي. فإذا لم يحدث تلقائيًا فيغلق جراحيًا بواسطة استشاري المخ والأعصاب، وهو أمر ضروري لمنع انتشار العدوى إلى السحايا وخلايا الدماغ.
ومن العلامات الأخرى التي تؤكد وجود كسر في قاع الجمجمة هو الثّر الأذني للسائل الدماغي الشوكي (CSF otorrhoea) والتي يمكن أن يكون لها مضاعفات خطيرة عند بعض المرضى، وكذلك فإن التواصل بين تجويف الأنف والسائل الدماغي الشوكي والجهاز العصبي المركزي، يمكن أن يؤدي إلى الالتهابات البكتيرية في الجهاز العصبي المركزي التي يمكن أن تكون لها آثار كارثية على المريض.
ومن العلامات أيضًا الثّر الأذني للسائل الدماغي الشوكي (CSF rhinorrhoea) وهي أحد أعراض الورم الحميد في الغدة النخامية؛ ولذا قد يستدعي الأمر عمل أشعة رنين مغناطيسي على قاعدة الجمجمة.